# ヘルゴラント (ブルックナー)
『ヘルゴラント』（ドイツ語: Helgoland）は、アントン・ブルックナーによる男声合唱と管弦楽のための声楽曲である。1893年に、ウィーン男声合唱協会（Wiener Männergesangvereins）の創立50周年を記念して作曲された一種の世俗カンタータである。完成された作品としては、ブルックナーの最後の作品となる（未完成の交響曲第9番は、1896年の作品である）。

## 概要
この題材をブルックナーが自分で選んだのか、それとも他者の注文を満足させようとの目論見だったのかは不明である。歌詞は、アウグスト・ジルバーシュタインの詩によっている（ちなみにブルックナーは修業時代の1864年に、ジルバーシュタインの詩に曲付けしたことがあった）。歌詞の大意は、ヘルゴラント島のサクソン人がローマ人の侵攻に脅かされているが、神の介入によって救われる、というものである。部分的には、熱狂的ですらあるような力強さが漲っており、ブルックナーの作品の他のどの作品にも増して、ワーグナーの影響の痕跡が伺われる。
初演は1893年10月8日、ウィーンにてエドゥアルト・クレムザー指揮、ウィーン男声合唱協会とウィーン・フィルハーモニー管弦楽団によって行われた。聴衆には大絶賛され、臨席していた皇帝からも賞賛されたという。一方で、音楽評論家のロベルト・ヒルシュフェルトからは、合唱の扱いが器楽的すぎるとの批判を受けた。
1890年にヘルゴラント島が大英帝国からドイツ帝国に返還されたばかりであったというのは、興味深い事実である。
『ヘルゴラント』は、奇妙なことに、なかなか演奏されず、たいていのブルックナー愛好家やブルックナー指揮者ですら無視している。ダニエル・バレンボイムは例外中の例外であり、ステレオ時代にシカゴ交響楽団を、デジタル時代にベルリン・フィルハーモニー管弦楽団を指揮して、本作を結局2度録音した。

## 楽器編成
フルート2、オーボエ2、クラリネット2、ファゴット2、ホルン4、トランペット3、トロンボーン3、コントラバス・チューバ、ティンパニ、シンバル、弦五部、男声合唱

## 演奏時間
約13分。